# Tanypus flavidella
Tanypus flavidella är en tvåvingeart som först beskrevs av Vimmer 1927.  Tanypus flavidella ingår i släktet Tanypus och familjen fjädermyggor. Inga underarter finns listade i Catalogue of Life.